# Turdus eremita
Il tordo delle Tristan (Turdus eremita (Gould, 1855)) è un uccello passeriforme appartenente alla famiglia Turdidae conosciuto anche come Nesocichla eremita.
Specie endemica dell’arcipelago di Tristan da Cunha, dove si trova con tre sottospecie distinte su ciascuna delle isole principali, a diverse centinaia di chilometri a ovest del Capo di Buona Speranza. Tordo scuro e robusto, è noto come predatore di uova e di pulcini di uccelli marini (albatros e procellarie) e terrestri. Ha subìto, infatti, adattamenti fisici che comprendono ali ridotte e gambe e piedi più grandi e più forti, un potente becco, con il quale rompe il guscio delle uova, ed una massiccia lingua con la punta a pennello, che gli permette di consumarne agevolmente il contenuto. Si nutre opportunisticamente anche di uccelli morti, frattaglie di pesce,  piccoli invertebrati, oltre che di semi e bacche. Facile da osservare, territoriale e monogamo, vive da solo o in coppia e, occasionalmente, in piccoli gruppi. Nidifica da settembre a febbraio. La specie utilizza praticamente tutti gli habitat disponibili, frequenta valli riparate, radure erbose e brughiere umide, forteti di felci arboree, piantagioni e frutteti. Si nutre anche lungo le spiagge e anche all'interno delle colonie di pinguini. Predata dai ratti in passato, questa specie ha un ambiente limitato e rimane vulnerabile all'introduzione accidentale di predatori sulle isole Nightingale e Inaccessible, che ne sono prive, ed è compresa nella Categoria Quasi minacciata della Lista Rossa dell’IUCN delle specie minacciate.

## Descrizione
È lungo fino a 23 cm e pesa da 72 a 110 g. Nell'adulto di razza nominata eremita, il  becco, grande e forte, è nerastro, con la punta più chiara; gli occhi sono marrone scuro; le parti superiori marrone opaco con centro del mantello e dorso macchiati da marrone scuro a nerastro. La coda è marrone, a volte con bordi più chiari. Sulla nuca, le piume sono leggermente sfrangiate. Sulle parti inferiori, il mento è color cuoio chiaro, mentre la gola è screziata o striata di marrone scuro. Il petto è marrone scuro, con piume bordate di arancione pallido, che formano un motivo fortemente screziato o striato sul ventre e sui fianchi. L'ala ha due strette barre color cuoio. Cosce e copritrici sono color arancio pallido. Le gambe e i piedi vanno dal grigio scuro al marrone nerastro. I sessi sono simili. Il giovane assomiglia all’adulto, ma è più scuro superiormente, con macchie e striature color cuoio chiaro. La sottospecie procax ha dimensioni maggiori ed è più scura.

## Biologia
Predatore di uova e di pulcini di uccelli marini (albatros e procellarie) e terrestri, ha subìto, adattamenti fisici che comprendono ali ridotte e gambe e piedi più grandi e più forti, collegati a uno stile di vita da corridore, un potente becco (con il quale rompe il guscio delle uova) ed una particolare massiccia lingua con la punta a pennello, che gli permette di consumare agevolmente il contenuto delle uova. La specie è comune, familiare e abbastanza facile da osservare. Questo tordo vive in media quattro anni. Sedentario, territoriale e monogamo, vive da solo o in coppia e, occasionalmente, in piccoli gruppi. Saltella e corre sul terreno nel modo caratteristico dei turdidi; spiegando elegantemente le ali e agitando la testa con gesti bruschi.

### Alimentazione
Uccello onnivoro, predatore, cerca il cibo sul terreno, tra gli alberi, nelle radure erbose o nel folto dei cespugli di Phylica arborea. Si nutre opportunisticamente di uccelli morti, frattaglie di pesce, scarti di cucina,  uova e pulcini di altri uccelli, nonché di lombrichi e piccoli invertebrati: insetti, zecche, lumache e semi e bacche, soprattutto delle piante erbacee con frutti rossi come Nertera depressa ed empetro rosso.

### Riproduzione
Nidifica da settembre a febbraio. Il nido è, di solito, posto alla base di un fitto ciuffo di vegetazione, a circa 30 centimetri dal suolo o nascosto sotto una roccia o su una sporgenza di una scogliera. È costruito, a forma di coppa, con materiale vegetale e rivestito internamente di muschio per accogliere da due a quattro uova verdastre, con macchie bruno rossastre. L'incubazione dura circa due settimane; entrambi i genitori alimentano i pulcini, che sono pronti all’involo dopo circa tre settimane dalla schiusa.

### Voce
È l’unico uccello canoro di medie dimensioni nel suo ambiente. Come la maggior parte dei congeneri, possiede un canto melodioso, consistente in una ricca e fluida serie di frasi (chissik, chissik, chissik, trrkk), seguita da ripetuti swee-swee-swee, che lancia da un basso posatoio nel folto del bosco o dai cespugli di Phylica arborea, facendo schioccare spesso le ali aperte. Il suo verso di contatto è un cinguettio stridulo, il richiamo è un debole fischio (ssep).

## Distribuzione, migrazioni e habitat

### Distribuzione
Questa specie è endemica dell’arcipelago di Tristan da Cunha, dove si trova con tre sottospecie distinte su ciascuna delle tre isole principali, a diverse centinaia di chilometri a ovest del Capo di Buona Speranza. Sono ufficialmente riconosciute le sottospecie: N.e. eremita, la razza nominale (isola principale di Tristan da Cunha), N.e. gordoni (isola Inaccessible) e N.e. procax (Isole Nightingale, Middle e Stoltenhoff).

### Habitat
La nominata eremita vive sopra i 300 metri di altitudine e scende verso le zone più basse solo negli inverni più rigidi. La specie utilizza praticamente tutti gli habitat disponibili; frequenta valli riparate e pendii disseminati di massi, radure erbose e brughiere umide, forteti di felci arboree, macchia, piantagioni e frutteti. Sulle isole Nightingale e Inaccessible, si nutre lungo le spiagge e anche all'interno delle colonie di pinguini.

## Predatori e parassiti
Predata dai ratti in passato, questa specie ha un ambiente limitato e rimane vulnerabile all'introduzione accidentale di predatori su Nightingale e Inaccessible, che ne sono prive.

## Status e conservazione
Nel 1972-1974, le dimensioni della popolazione delle isole furono stimate come segue (in coppie): Tristan 40-60; Inaccessible 100-500; Nightingale 300-500; Middle 20-40; e Stoltenhoff 10-20. Negli anni '80, la popolazione di Inaccessible è stata rivista a 850 coppie e la popolazione totale a 1.500 - 7.000 individui. Più recentemente, la popolazione di Tristan è stata stimata (in modo molto approssimativo, ma prudente) in almeno diverse centinaia di uccelli. Questa specie è compresa nella Categoria Quasi minacciata della Lista Rossa dell’IUCN perché ha una piccola popolazione, che occupa un areale ristretto. Al momento, non vi è alcuna seria minaccia per la specie e nessuna prova di diminuzione, né della sua popolazione, né del suo areale, quindi si assume che la sua popolazione sia stabile. In un passato relativamente recente, il tordo di Tristan è stato seriamente minacciato dalla proliferazione di popolazioni di gatti Inselvatichiti. Questa minaccia è ora completamente eliminata, tuttavia, questo uccello è ancora vittima dei ratti neri, ancora numerosi sull'isola principale. Sull'isola principale, la specie è indubbiamente in pericolo di estinzione, mentre su Inaccessible il suo numero è stimato in oltre 800 coppie. Su Nightingale e Middle Islands, la popolazione si avvicina a 500 coppie. Le eventuali azioni di conservazione comprendono il monitoraggio delle tendenze della sua popolazione attraverso indagini periodiche, la valutazione dell’'impatto della predazione da parte dei ratti e la prevenzione di ulteriori introduzioni di predatori.

## Posizione nell'ecosistema
Come tutti i membri del genere Turdus, questo tordo è onnivoro. Esso è anche un predatore di uova e pulcini di uccelli marini quali albatros, procellaria, prione beccolargo e berta minore fosca, così come di uova e di pulcini di uccelli terrestri, quali il fringuello di Nightingale e il rallo dell'isola Inaccessibile (specie a rischio). Inoltre, attacca e uccide anche gli adulti di fregetta grallaria e dell’uccello delle tempeste facciabianca, rappresentando un fattore di rischio per l'avifauna dell'arcipelago.

## Rapporti con l'uomo
Il Territorio britannico d'oltremare di Tristan da Cunha ha emesso vari francobolli che riportano l'immagine di questo tordo.

## Sistematica
Tre sono le sottospecie distribuite nelle isole dell'arcipelago:
- T. e. eremita	Gould (1855)         - Tristan da Cunha.
- T. e. gordoni	Stenhouse (1924) - Isola Inaccessible.
- T. e. procax	  Elliott (1954)         - Isole Nightingale, Middle e Stoltenhoff.